# Götene (comuna)
Götene (em sueco: Götenes kommun) é uma comuna da Suécia localizada no condado da Gotalândia Ocidental. Sua capital é a cidade de Götene. Possui 405 quilômetros quadrados e segundo censo de 2018, havia 13 232.